# Municipio de Jonotla
El municipio de Jonotla es uno de los 217 municipios que constituyen el estado mexicano de Puebla; su nombre se compone de las radicales nahuas Xonotl, jonote (Heliocarpus appendiculatus) y Tla, desinencia abundancial, siendo su significado literal Lugar donde abunda el jonote. En totonaco se conoce un equivalente del cual no es posible determinar si corresponde a una tradición originalmente totonaca, el nombre de Xonotla en totonaco es Kaxunik. Se encuentra localizado al norte del estado y aproximadamente 210 kilómetros al norte de la ciudad de Puebla. Cuenta con una extensión territorial de 73.99 km². De acuerdo al Censo de Población y Vivienda de 2010, el municipio tiene 4,598 habitantes, de los cuales 2,237 son hombres y 2,361 son mujeres. Presenta dos territorios que conforman al municipio, el territorio de Jonotla y Ecatlán, sobre un pliegue de la Sierra Madre Oriental y un segundo territorio en San Antonio Rayón, sobre el lomerío de las estribaciones de la sierra a 13 km al noroeste de Jonotla, estos territorio están separados por los municipios de Tuzamapan y Cuetzalan.

## Historia
Los Totonacas son un grupo étnico emparentado con los Tepehuas, de cuya lengua hace 26 siglos se desprendió el totonaco. Los primeros asentamientos totonacas en la zona de Jonotla datan de antes del siglo X, algunos asentamientos se establecieron en los actuales pueblos de Tuzamapan y Ecatlán, que junto a otros pueblos de las estribaciones de la Sierra Madre Oriental originaron la cultura totonaca* que se consolidaron en Tajín, Yohualichan, Xiutetelco, entre otros. Hacia el año 800 el principal centro ceremonial local se encontraba en Tuzamapan. La población de Jonotla fue fundada por Ixocélotl (cara de tigre), que trajo consigo “a tres compañeros” y llegaron en el año 1180 de nuestra era, en Yohualichan se encontraron reseñas de Jonotla que datan de estas fechas. La población rápidamente creció gracias a asentamientos existentes en los alrededores. Pertenecía al altépetl (unidad territorial, política y cultural predominante en la región) de Guitlalpa –actualmente Hueytlalpan-, el cual tuvo gran importancia en el totonacapan, incluso pudiendo haber sido la principal población totonaca después de la caída del Tajín y el declive de Mizquihuacan. 

Hacia el año de 1212, en el postclásico, la recién formada población de Xonotla fue colonizada por guerreros chichimecas, como parte de las migraciones nahuatlacas provocadas por la caída de Tula y con ello se introdujo el idioma náhuatl a la zona. La población acogió un gran número de habitantes durante la época mesoamericana. En 1469, Axayácatl, por encargo del Huey Tlatoani Moctezuma Ilhuicamina, a quien sucedió ese mismo año, sometió la región del Totonacapan que pasó a formar parte del imperio mexica, a la provincia tributaria de Tlatlauquitepec, al cual tributaban productos primarios como maíz, chile, plumas de quetzal (cuya extracción llevó a la extinción local de esta ave en tiempos de Moctezuma Xocoyotzin) y mantas tejidas. Se cuenta que los mexicas obligaron a los totonacos a idolatrar a un ídolo llamado Totonac, al cual debían ofrecer sacrificios humanos, costumbre mexica no compartida por los pueblos totonacos y tepehuas; es a raíz de esta imposición que fueron conocidos como totonacos por los españoles. También data de aquella época la adoración a Tepeyolotl “corazón de monte”, dios mexica de los terremotos, del eco y los jaguares, cuyo culto se establece en el peñón aledaño a la población y el punto más elevado de la zona.

A la llegada de los españoles, en 1523, Xonotla fue parte de la encomienda de Guiltlalpa (Hueytlalpan) asignada a Pedro Cintos de Portillo y Hernando de Salazar, quienes tomaron posesión de la región. En 1552, el visitador Diego Ramírez, traza la cuadrícula del pueblo actual. 

En las Relaciones Geográficas de la diócesis de Tlaxcala, que data de 1580 y previo a la La Relación de Xonotla, se mencionan datos socioeconómicos de Jonotla en 1569, donde se tienen 106 vecinos que pagan tributo entero, 23 vecinos con medio tributo, 3 viudos, 6 viudas, 23 personas casadas libres de tributo (por haberse casado recientemente) y otros nuevos vecinos venidos de otros poblados, se menciona que la lengua principal es el totonaco pero existe "gran cantidad" de gente de habla mexicana. Esta relación menciona a San Francisco Ayotuchco y a San Bartolomé (Xochitlán de Vicente Suárez) como parte del territorio de la cabecera.

*Esta información se complementa en la página de Caxhuacan, en el apartado Orígenes e historia totonaca.

### La Relación de Xonotla, 1581
Las Relaciones fueron un esfuerzo de gran envergadura llevado a cabo por Felipe II con la finalidad de conocer y registrar el Imperio mediante una serie de cuestionarios aplicados a todas las poblaciones del reino.
En 1581 se registra a Xonotla en "La relación de Tetela y Xonotla", se menciona a Antonio de Luna como gobernador natural a perpetuidad con legado a sus descendientes, en esta Relación se hace mención por primera vez de la fundación del pueblo por Ysozelotl en 1180, también menciona los vientos cálidos de mayo que aún se presentan. Se mencionan a 200 vecinos y su titularidad como cabecera, como sujetos a San Martín Tuztamapa y Santiago Hecatlán y San Francisco Ayotusco. Según esta Relación, tributaban mantas, maíz y chile a Montezuma (Moctezuna II), también se mencionan algunas costumbres ancestrales tales como la presencia de 5 mandones (a manera de jueces), quienes bajo el mando de los descendientes de Ixocelotl imponían castigos, en caso de delitos graves desde la quema del delincuente, junto a sus pertenencias hasta el destierro de toda su parentela; otros castigos como el hecho de vender como esclavo a cualquier joven menor a 20 años que se emborrachara. Como vestido tradicional, tilmas (a modo de capas), camisas, xubones (blusones) y calzones cortos de algodón. También se menciona que desde su fundación hasta esa fecha no habían guerreado con otro pueblo. En esta Relación (encuestas realizadas por la Corona por todo su territorio) los nativos de Jonotla mencionan que antes tenían mayor expectativa de vida, incluso que "entonces no conocía baron embra de veinte y cinco años abaxo y como agora de diez y doze años se casan". También se menciona a una sierra (el Peñón) como Tlaquetzaltepec, posiblemente el nombre original del Cerro del Peñón, aunque en la misma Relación pero tomada en Tuzamapan, los habitantes de esta población mencionan que el Cerro del Peñón se llama Tlaloctepetl (Cerro del Dios de la lluvia -Tlaloc-). 

Se mencionan los dos ríos, uno más caudaloso (el Cempoala) donde se pesca bobos, lizas, anguilas, truchas, camarones. Los nativos de Jonotla respondieron a la encuesta con respecto al aprovechamiento de frutos como el "tetzoncayotlque", conocido por los españoles como mamey, y la presencia de cultivos introducidos de naranjo, lima, limón, sidra (toronja) y caña. Se registró que se vivía del maíz, chile, frijol, otras legumbres como calabaza, chayote, chía, jícama, etc. y pescado. Respecto a fauna registraron tigres y leones (posiblemente jaguar y/u ocelote, pumas), tejones, marto y monos; aves como búhos, lechuzas. Se registran que la sal es traída desde Tehuacán, como producto primario de cultivo al algodón, el cual utilizan para intercambio y para pagar tributos, así como para tejer mantas.

En cuando a las casas habitación, mencionan que son de palos y cubiertas de paja a manera de techo, salvo las casas de los principales que son de piedra y lodo, con paredes encaladas de blanco elaboradas con materiales hechos en la población.

Con respecto a las epidemias, se mencionan "grandes pestilencias" o "cocolistes" que no solían tener sino hasta la presencia de los españoles en toda la región (Relación de Xonotla, Tusamapa, San Francisco Ayotuchco, Santiago Ecatlan). La mortalidad se pone de manifiesto en los registros poblacionales de Jonotla, hacia 1568 se registraron 2624 triburarios en Xonotla, hacia el momento de la Relación, en 1580, apenas 12 años después se mencionan poco más de 200 habitantes y hacia 1646 se reconocen 519 habitantes. Estas cifras por sí solas proveen un panorama catastrófico en la zona, la cual fue diezmada por las epidemias traídas del Viejo Mundo. Por el año de 1608 se registró que la epidemia de viruela acabó con la mayor parte de la población, tanto que en 1622, en los "Memoriales del obispo de Tlaxcala fray Alonso de la Mota y Escobar" en su décima visita informa de apenas 220 personas, sobreviviendo tres familias: Sánchez, Pérez y Gaona; Es posible que esta epidemia haya sido el origen de la leyenda del abandono de la población de San Cristóbal, en el municipio vecino de Caxhuacan, ya que se tienen registros que esta enfermedad asoló la región hasta 1660 cuando el pueblo fue víctima de una "grave enfermedad de que fallecieron muchos naturales". Durante la época de la Colonia, la población se redujo bastante y apenas albergó un número reducido de habitantes. 

Antes del mes octubre de 1585 se hicieron las gestiones necesarias para que el virrey, Don Pedro Moya de Contreras, concediera a esta región la categoría de departamento y según dato de los profesores Don Aurelio y Delfino de la Calleja, dicha autorización fue por los años de 1590-1595, quedando bajo el dominio del antiguo Distrito de Tetela del Oro, hoy Tetela de Ocampo.

Durante la primera mitad del siglo XIX, llegaron grupos familiares mestizos a establecerse y repoblar la región de la Sierra Norte de Puebla, que anteriormente era considerada como una zona de refugio debido a lo escarpado de la sierra, para 1840 y 1849 llegaron caravanas de familias mestizas a establecerse e implantar la ganadería. Posterior a la independencia de México, el 27 de mayo de 1837, junto a muchas poblaciones de la sierra, obtuvo su municipalidad por acuerdo de la Excelentísima Junta Departamental de Puebla y tuvo como partido a la municipalidad de Tetela del Oro, su actual cabecera distrital. El 18 de septiembre de 1861 obtiene la municipalidad del Distrito de Tetela de Ocampo. Algunos pobladores de Jonotla y de otras poblaciones de la región se unen a los batallones Zacapoaxtla y Tetela de Ocampo para participar en la batalla del 5 de mayo de 1862.

El 5 de julio de 1880 el pueblo de Zoquiapan queda segregado a la municipalidad de Jonotla. En 1895 el pueblo de Jonotla recibe el título de Cabecera Municipal del municipio homónimo, quedando también Tuzamapan como municipio libre, que antes pertenecía a Jonotla. El 2 de mayo de 1905 se modifica la nominación de municipio.
El 27 de diciembre de 1921 Jonotla se consigna como municipio del Estado de Puebla. 

El domingo 22 de octubre de 1922, un desprendimiento de piedra en el peñón, deja al descubierto la imagen de la Virgen de Guadalupe, donde después se construyó un santuario. Esta fecha quedó establecida como una fecha importante para la población de Jonotla, que actualmente se celebra con peregrinaciones a caballo, en bicicleta o a pie, así como con juegos y danzas folklóricas.

## Descripción geográfica

### Ubicación
Jonotla se localiza al norte del estado entre las coordenadas geográficas 20° 00’ 52” y 20° 8’ 38” latitud norte y 97° 35’ 34” y 97° 27’ 27” O. La altitud es variable, en el territorio del noreste, en Paso del Jardín la mínima es menor a 100 msnm sobre el río Apulco, mientras que en el peñón de Jonotla la altitud es de 1050 msnm, con un desnivel de 700 m hacia el río Cempoala y 500 m hacia el Tozán.
El municipio colinda, en el territorio de Jonotla con los municipios de Tuzamapan, Cuetzalan, Zoquiapan y Huehuetla, el territorio de San Antonio Rayón colinda con Tenampulco, Cuetzalan y Tuzamapan.

### Hidrografía superficial y subterránea
El municipio pertenece a la vertiente septentrional del estado de Puebla, formada por las distintas cuencas parciales de los ríos que desembocan en el Golfo de México, y que se caracteriza por sus ríos jóvenes e impetuosos, con una gran cantidad de caídas.
El municipio se localiza dentro de la Región Hidrológica Tuxpan-Nautla, cuenca del río Tecolutla, subcuenca río Tecuantepec y es bañado por varios ríos provenientes de la Sierra Norte.
Destacan los siguientes: El río Apulco en el territorio de San Antonio Rayón, cuya cuenca inicia desde Lázaro Cárdenas, Tlaxcala, en las cercanías de Apizaco, pasando por Ixtacamaxtitlán, Xochiapulco, Zacapoaxtla y Cuetzalan, donde se formó el embalse de la presa La Soledad, y sigue su curso hasta unirse con el río Cempoala. Drena un área de 2077 km² hasta San Antonio Rayón. El caudal es controlado en por la presa La Soledad, sin embargo se estima en 63.22 m3/s
El río Cempoala, que forma un cañón desde el municipio de Zapotitlán de Méndez, cuya cuenca inicia desde Aquixtla y drena un área de casi 800 km², con un caudal aproximado de 27.89 m3/s en su paso por el municipio.
El arroyo Tozán, que baña la porción oriental, sirve de límite con Cuetzalan y se une al río Zempoala que recorre el Occidente, uno de los principales formadores del río Tecolutla, junto con el río Apulco. El rango de escurrimiento es de 5 a 20 % dadas las pendientes fuertes.
En cuanto a Hidrología subterránea se refiere, en la zona las características físicas e hidrológicas de los materiales que la conforman (calizas del Cretácico) la define como unidad de material consolidado con posibilidades muy altas de formar un acuífero pero debido a la topografía se les cataloga como unidades poco aprovechables. La calidad del agua es dulce, de tipo agresiva, es decir, que disuelve carbonatos; y es utilizada para uso doméstico, con salinidad media baja y muy baja en sodio. En el municipio se presentan varios manantiales con caudal considerable, también existen numerosos escurrimientos menores.

### Geología y geomorfología
Jonotla se localiza en un enclave muy cercano al estado de Veracruz, en la Sierra Norte de Puebla, su territorio municipal se ubica en la Provincia Fisiográfica Sierra Madre Oriental, esta provincia consiste fundamentalmente en un conjunto de sierras formadas por estratos plegados, mientras que San Antonio Rayón se halla en la Subprovincia Llanuras y lomeríos de la Provincia Fisiográfica Llanura costera del Golfo Norte. El Carso Huasteco está compuesto por una sierra plegada con topoformas predominantes de sierra alta escarpada, que antiguamente formaban parte del lecho marino del mar de Tethys, donde ahora se han desarrollado cañones por la acción de ríos. Mientras que en el territorio noreste se presentan topoformas de lomerío bajo.
La población de Jonotla, a 990 msnm, está asentada en la parte alta de un pliegue de orientación norte-sur, de pendiente moderada con lados fuertemente accidentados, y presenta una formación –el Peñón- muy peculiar producto de una falla normal que corre de norte a sur, desde Buenavista, pasando bajo Ecatlán, en la parte este el pueblo de Jonotla y termina en Tepetitlán. En el territorio de San Antonio Rayón se presenta una fractura que baja del cerro Caxaltepec hasta Buena Vista, Ayotoxco. Son muy evidentes los afloramientos de roca caliza, los característicos “cinchos” de peña de roca sedimentaria plegada.
En cuanto a la estratigrafía, están presentes rocas sedimentarias del Cretácico inferior -Ki(cz)-. La unidad Ki(cz) está formada por caliza, esta unidad está compuesta por una secuencia calcárea-marina, la estratificación varía de mediana a gruesa, con bandas y nódulos de pedernal de colores negro y ámbar en los primeros 10 cm del suelo, además de estilolitas y nódulos de hierro. Presenta restos fósiles de ostracodos, belemnites, amonites y microfósiles de radiolarios. Sobreyace a unidades del Jurásico superior.
En cuanto a la actividad sísmica del lugar, las características geomorfológicas de la región le confieren un carácter asísmico, en una zona de sismicidad B.

### Suelos
El tipo de suelo dominante en el municipio es el denominado Litosol (I), con Rendzina (E) y Regosol eútrico (Re) como suelos secundarios, de clase textural media y sin fase física o química aparente. También es frecuente hallar andosoles. En la zona de San Antonio Rayón se distribuyen los regosoles (Re) como suelo principal, Feozém (H) y cambisol (C) como suelos secundarios y fluvisoles (J) en la zona cercana al río.
Los litosoles son suelos extremadamente delgados, menores a 10 cm limitados por un estrato rocoso de calizas, que debido a la topografía abrupta, no permiten la acumulación de partículas de suelo. El color depende de la roca madre, no son muy propicios para la agricultura, sin embargo su asociación con otros suelos permiten el crecimiento de cafetales, y son utilizados para cultivo de maíz y para potreros, fomentando la pérdida de suelo y fertilidad.
Las rendzinas suelen formarse sobre materiales calizos (con abundancia de carbonatos de calcio), son de color oscuro y consistencia de migajón, muy ricos en materia orgánica, con concentraciones de bases altas y ligeramente alcalinos, son de alta fertilidad natural pero suelen ser delgados, se encuentran frecuentemente en los cafetales.
El regosol es un tipo de suelo conocido como barro rojo, es un suelo poco desarrollado y carece de horizontes diferenciables, su fertilidad es baja, con poco contenido de materia orgánica, suele encontrarse en lomeríos y zonas con poca pendiente.
En general los suelos de Jonotla son delgados, altamente susceptibles a la erosión, tanto por la consistencia del suelo como por el relieve del lugar, y de fertilidad media a alta.

### Clima
El clima presente en Jonotla corresponde a semicálido húmedo con lluvias todo el año (A)C(fm) con una isoterma de 20° a 22 °C y una isoyeta entre 3000 y 3500 mm anuales, con más de 150 días de lluvia al año y sin intervalo invernal definido. En San Antonio Rayón y Paso del Jardín el clima es cálido húmedo con lluvias todo el año A (fm) con temperaturas promedio anuales de 24° y una precipitación de 2500 mm de lluvia al año.
Los climas cálidos están presentes en el 18.05% del territorio del Estado de Puebla. Aquí el clima semicálido húmedo con lluvias todo el año (A)C(fm) se caracteriza por presentar temperaturas medias anuales mayores a 20°. Las temperaturas más bajas del año -de 5 °C aproximadamente- se presentan en diciembre o enero, y las temperaturas más altas en mayo, donde el termómetro suele pasar los 40 °C en los días más calurosos. Las granizadas son muy raras pudiéndose presentar en la temporada de aguaceros y tormentas, en julio. En la región hay una pequeña temporada de menos lluvia, suele presentarse entre los meses de abril y mayo, donde el tiempo máximo registrado sin actividad pluvial es de tres semanas.
En 1989, el 25 de diciembre se presentó una nevada en toda la sierra norte del estado, incluso en zonas bajas, este fenómeno aislado y probablemente cíclico (casi cuarenta años atrás se registró el mismo fenómeno) causó extrañeza. Esta nevada repercutió mucho en la economía de la región, donde el principal cultivo, el de café, fue devastado y aunado a esto sobrevino el posterior devalúo de este producto. El fenómeno meteorológico de 1999 en la Sierra Norte fue provocado por un exceso de precipitación pluvial, tuvo algunos efectos sobre las vías de comunicaciones en Jonotla, sin pérdidas de vida ni pérdidas materiales de importancia, pese a que en otros municipios vecinos como Cuetzalan causó pérdidas humanas y materiales. Se presentaron inundaciones e incomunicación en Paso del Jardín.
En la zona el viento dominante regional tiene una dirección de noreste a suroeste, con la presencia de un ventarrón que se presenta en los primeros días de mayo en el mismo sentido, la dirección de un viento secundario es contraria, pero poco frecuente.

### Flora
El tipo de vegetación presente en Jonotla es selva mediana y alta perennifolia con vegetación secundaria arbórea y arbustiva, esta se caracteriza por la dominancia de un estrato arbóreo superior a 15 metros de altura, de troncos delgados y presentan contrafuertes; existe una gran cantidad de enredaderas y lianas. Actualmente se encuentra en malas condiciones, pudiéndose encontrar manchones de selva en la región este del municipio, junto al río Zempoala y hacia el sur, siguiendo el cañón del río hasta el municipio de San Miguel Atlequizayán y Zoquiapan, en esta parte aún se encuentra en condiciones sin perturbación ni actividades antropogénicas. Los árboles que la constituyen llegan a medir más de 20 m de altura. Se distribuye en áreas de poca pendiente, baja exposición a la acción de los vientos, de alta humedad relativa y suelos profundos. Presenta una fisonomía característica determinada por las especies que componen el estrato arbóreo superior, medio y bajo. El estrato arbustivo medio alcanza de 4 a 6 metros, mientras que el estrato arbustivo inferior se encuentra a 2 metros.
Se encuentran también representado el bosque mesófilo de montaña, en zonas de transición con selva alta y mediana perennifolia sin llegar a un bosque mesófilo definido. Este tipo de bosque se caracteriza por tener especies de afinidad neotropical como también de afinidad neártica, gran cantidad de epífitas y pteridofitas en general, trepadoras leñosas; que conforman una importante parte de la biomasa del bosque. Presentan un sotobosque umbrío, con características microclimáticas de mucha humedad. Se presentan especies tales como Alnus jorullensis, Liquidambar styraciflua, Trema micrantha, Conostegia xalapensis, Clethra sp., Cyathea sp., Bocconia frutescens, Pteridium aquilinum, entre otras.
El territorio del noreste, en San Antonio Rayón, no presenta cobertura nativa, que ha sido sustituida por cultivos y principalmente potreros.
Entre las especies más comunes en Jonotla se encuentran:
- Cuacuite, Chalahuite, Ojite, Cedro, Chicozapote, Chaca, Hormiguillo, Jonote, Higuera, Grado, Jobo, Mamey, Zapote negro, Guayabo, Hierba santa, Caña de Jabalí, Zapote cabello, Aguacate, Cuajilote, Florifundio, Mala mujer, Guashi, Cacaloxóchitl, Palmera de Coyul, Anona, Pochota, Jícaro, Mariposa, Mango, Pumarosa, Tarro, Pija, Papatla, Ixquijitl, Timbre.

Entre otra gran cantidad de especies del bosque tropical perennifolio o selva, muchas de ellas comestibles, maderables o con usos etnobotánicos.
También se encuentran fragmentos de encinar tropical, que es un tipo de vegetación relictual pleistocénica, con especies de encinos como Quercus oleoides y Q. conspersa. En la zona pueden encontrarse gran cantidad de epífitas, principalmente orquídeas, bromelias y helechos, aunque también anturios y peperomias, algunas cactáceas tropicales y cícadas.

### Fauna
La fauna existente es en su mayor parte tolerante a las actividades antropogénicas, en la región existen mamíferos como:
- Varias especies de ratones de campo.

- Al menos 17 especies de murciélagos:
  - Artibeus sp..
  - Myotis sp..
  - Leptonycteris sp..
  - Molosus molosus.
  - Desmodus rotundus.
- Tlacuache, Armadillo, Conejos, Tejones, Mapaches, Marto, Hurón, Onza, Zorrillo, Tigrillo, Gato Montés, Jaguarundi, Zorras, Coyotes, Ardillas, Puerco espín, Cuautuza, Puma (Posible), Javalín (Posible), Temazate (Posible), Venado cola blanca (Posible).

#### Aves
- Zopilotes, Auras, Garza ganadera, Pato pichichi, Quebrantahuesos, Gavilanes, Chachalacas, Codorniz, Playerito, Paloma torcáz, Turuhuita, Pericos, Cotorra, Loro, Fiscal, Sacmun, tecolotes, Tapacaminos, Golondrina de río, Pájaro Bandera, Talcón, Martín Pescador, Tucaneta, Pico de Canoa, Carpinteros, Mosquero, Mosquero amarillo, Papanes, Papán real, Tordo, Primavera, Golondrina roja, Golondrina común, Matraquilla, Calandrias, Pinoches, Gorriones.
- Colibríes: Eugenes fulgens, Amazilia.
- Pitnis: Dendroica, Vermivora, Oporornis, Spizella, Aimophila.

#### Reptiles y Anfibios
De reptiles y anfibios, los más comunes son:
- Mazcuata, Maicera, Serpiente rayada, Juan Copete, Geckos, Corralillos, Tortugas, Bejuquillo, Falsas Corralillos.
- Nauyaca: Bothrops asper, Atropoides nummifer
- Lagartijas: Scelophorus variabilis, Anolis laeviventris, Scincella gemmingeri, Lepidophyma sylvaticum, Corytophanes hemandezi.
- Ranas: Rana berlandieri, Hyla eximia, H. taenipous, H. myotimpanum
- Tlalconete, Sapo barrigán, Ranita

### Ecosistemas
El ecosistema dominante es el bosque tropical perinifolio o selva; en menor representación se encuentran zonas que otrora fueron transición o bosque mesófilo, así como encinar tropical en la cañada del río Cempoala.
Hacia mediados del siglo XX se encontraba una perturbación menor, con grandes fragmentos de vegetación estable hacia la cañada del río Cempoala, así como en la cañada del arroyo Tozán. Pese a la apertura de nuevos campos de cultivo, los cafetales permitieron conservar en parte la biodiversidad, tanto en flora como en fauna, sin embargo la pérdida de valor del café hacia finales de 1980 provocó la deforestación para cultivo principalmente de maíz en pendientes abruptas, lo cual afectó en gran medida a los ecosistemas, favoreciendo la pérdida de suelos fértiles y delgados de las laderas y dificultando su recuperación.
En octubre de 1999 se presentaron lluvias copiosas, del 50 al 60 % del total anual en el lapso de 4 días, el crecimiento del río Cempoala fue inusual y afectó gravemente la fauna del río y redujo su caudal, desde entonces se redujo considerablemente la cantidad de peces y acamayas, e incluso desde entonces no se registra la nutria de río en la región. Este fenómeno ya se había presentado en septiembre de 1944.
En el año 2010, la vegetación en el municipio de Jonotla se encuentra fuertemente impactada por actividades agropecuarias, la vegetación muestra especies indicadoras de disturbio antropogénico a causa de la agricultura nómada practicada en la región con técnicas de roza-tumba-quema, aunque en las partes menos accesibles se encuentran cafetales abandonados que rápidamente se recuperan a acahuales de selva. La fauna ha sufrido un grave impacto por actividades de cacería y pesca furtiva, que de manera irresponsable se lleva a cabo en el municipio bajo esquema de cacería deportiva, más que de subsistencia, en un menguado ecosistema con poblaciones faunísticas bajo una gran presión. Los fragmentos de vegetación estable se presentan a lo largo del río Cempoala, en el puente del Tunkuwini y hacia la zona del Karaskula, escasas áreas menores en el arroyo Tozán.

La cañada del río Cempoala, desde el municipio de Caxhuacan y Tuzamapan hasta el municipio de Xochitlán y Zapotitlán, aguas arriba, presenta un área de 2380 Ha con vegetación estable y continua de selva mediana y alta perennifolia, con manchones inmersos de encinar tropical y bosque de pino con elementos de bosque mesófilo. Esta región es un importante refugio de fauna en la región, parte de la Región Terrestre Prioritaria RTP-105 "Cuetzalan".

## Cultura

### Sitios de interés
- Iglesia dedicada a la Virgen de Guadalupe. Templo reciente, con la imagen sobre a época, pues la Torre del Campanario está separada de la bóveda unos 25 metros frente a la puerta de la entrada, justo en donde termina el atrio. El estado actual del templo es deplorable tanto en el interior como el exterior.
- Mirador espectacular del Peñón.
- Aguas y balneario natural sobre el río Apulco en Paso del Jardín.

### Fiestas
| Fiestas civiles                           | Fiestas civiles   |
| Festejo                                   | Fecha             |
| ----------------------------------------- | ----------------- |
| Aniversario de la Independencia de México | 16 de septiembre. |
| Aniversario de la Revolución mexicana     | 20 de noviembre.  |

| Fiestas religiosas                        | Fiestas religiosas                                                  |
| ----------------------------------------- | ------------------------------------------------------------------- |
| Semana Santa                              | jueves y viernes Santos.                                            |
| Día de la Santa Cruz                      | 3 de mayo.                                                          |
| Fiesta en honor de la Virgen de Guadalupe | 22 de octubre (aparición de la Virgen del Peñón) y 12 de diciembre. |
| Día de Muertos                            | 2 de noviembre.                                                     |
| Fiesta patronal a San Juan Bautista       | 24 de junio.                                                        |

### Tradiciones
- Danzas folklóricas: Los Voladores, Los Quetzales, Los Huehues, Los Toreadores, Los Negritos.
- Las Mayordomías
- Las ceras (vistosos estandartes a base de flores hechas con cera de abeja y papel metálico)
- Preposadas y Los Pastorcitos, Acostada del niño Dios (Navidad)
- Peregrinaciones a caballo, a pie y recientemente en bicicleta como viaje con connotación religiosa hacia el lugar de devoción del Santuario de la Virgen del Peñón, los días 22 de octubre y 12 de diciembre.
- Música tradicional: Huapango huasteco

### Sociodemografía
Grupos étnicos
El grupo étnico que predomina es el náhuatl seguido del totonaco.
De acuerdo a los resultados que presenta el II Conteo de Población y Vivienda del 2005, en el municipio habitan un total de 2,535 personas que hablan alguna lengua indígena
Trajes típicos
La vestimenta tradicional de las mujeres es una blusa llamada Quexquémitl, camisa de manta bordada a mano y una falda de manta atada a la cintura, con un ceñidor o faja que es una cinta, en la mayoría de los casos de color rojo bordado de unos ocho centímetro de ancho. Los hombres usan calzón y camisa de manta, huaraches de correa, gabán, sombrero de palma y machete de cinta.
Evolución demográfica
El municipio cuenta de acuerdo al Conteo de Población 1995 del INEGI, con 4,559 habitantes, con una densidad de población de 71 habitantes por kilómetro cuadrado y una tasa de crecimiento anual de 2.36 %. Se calcula que para el año 2000 la población ascienda a 5,865 por lo que tendrá una densidad de 79 habitantes por kilómetro cuadrado. 

Cuenta con un índice de marginación de 0.926 por lo que es considerado como alta, por lo que se ubica en el lugar 54 con respecto a los demás municipios del estado. 

Tiene una tasa de natalidad de 28.4 por ciento, una tasa de mortalidad de 5.5 por ciento y una tasa de mortalidad infantil de 38.8 por ciento. 

De acuerdo a los resultados que presenta el II Conteo de Población y Vivienda del 2005, el municipio cuentan con un total de 4,678 habitantes.
Religión
La religión predominante es la católica (95%), seguido de la religión evangélica o protestante (5%).

### Infraestructura social y de comunicaciones
Educación
El municipio cuenta con una infraestructura educativa en el ciclo escolar de 1995 -96 en los siguientes niveles: Preescolar formal con 2 escuelas con una población de 93 alumnos, preescolar indígena cuenta con 4 escuelas con 132 alumnos preescolar del CONAFE cuenta con 1 escuela con una población de 10 alumnos; en el nivel de primaria formal se cuenta con 4 escuelas con una población con 630 alumnos, en primaria indígena cuenta con 3 escuelas y una población de 251 alumnos, primaria de CONAFE cuenta con 3 escuelas con una población de 51 alumnos; en el nivel de secundaria se cuenta con 4 escuelas y una población de 353 alumnos.
Salud
La atención a la salud en el municipio de Jonotla es proporciona a través de dos clínicas del IMSS-SOLIDARIDAD, una clínica de la SS y 6 casas de salud ubicadas en las localidades.
Abasto
Cuenta con 6 tiendas CONASUPO y un tianguis los días domingos que se realiza en la cabecera municipal.
Deportes
Cuenta con Infraestructura como un campo de fútbol y 4 canchas deportivas de básquetbol, con acceso libre al público y en algunos lugares cuentan con espacios recreativos que cubren en lo general la demanda.
Vivienda
Los habitantes del municipio de Jonotla se alojan en 914 viviendas, habitadas. El material utilizado para su construcción en techos paredes y pisos es de losa de concreto, tabique, ladrillo, block, piedra, cemento o firme.
Medios de comunicación

Recibe las señales de cadenas de televisión y de estaciones radiodifusoras, 2 casetas de teléfono y correo.
Como centro de comunicación de Jonotla, con la provincia Serrano-Costeña, se cuenta con la radio difusora indígena náhuatl-totonaca, la cual realiza programas educativos y culturales teniendo un gran impacto sobre la población indígena.

Vías de comunicación

Se cuenta con la carretera extensión de la Interserrana, hasta el municipio de Caxhuacan e Ixtepec, a través de la cual tienen acceso algunas líneas de autobuses, minibuses, camionetas y taxis del servicio colectivo, que tiene una frecuencia de cada hora que comunica a la sierra de Zacapoaxtla y Zaragoza y continuando con la carretera a Tuzamapan, Huehuetla, Puebla pasa por Zozocolco de Guerrero, donde por medio de un camino tipo "C" pavimentado comunica a Zozocolco de Hidalgo, Espinal y Papantla, en el estado de Veracruz.

De la cabecera del municipio de Jonotla existe un camino pavimentado que comunica a la junta auxiliar de Ecatlán. Por el lado norte del municipio se cuenta con una carretera pavimentada que parte la Interserrana en el Tetelilla de Islas hacia San Antonio Rayón, que comunica con una carretera que pasa por Santiago Yancuitlalpan, Xiloxochico, llegando a Cuetzálan del progreso, Puebla, de esta manera también se abre la comunicación entre Puebla y Veracruz.
Tomando como centro de partida San Antonio Rayón, existen brechas de terracería y caminos pavimentados que comunican a Tecpantzingo y a Paso del Jardín, con una desviación que comunica a Buena Vista, Ayotoxco de Guerrero en el Estado de Veracruz.

Principales sectores, Productos y Servicios Enciclopedia de los Municipios y Delegaciones de México (enlace roto disponible en Internet Archive; véase el historial, la primera versión y la última).

AGRICULTURA

En el municipio se produce granos como el maíz, frijol y café.

GANADERIA

Este municipio cuenta con los siguientes tipos de ganado: bovino, porcino, caprino, asnal, mular y conejo. 

PESCA

En Jonotla existen ríos donde se pueden pescar especies nativas como el bagre, langostino, mojarra, bobo, robalo, acamayas y burritos de río. 

INDUSTRIA
Entre las principales actividades industriales están los molinos de nixtamal y la fabricación de muebles de madera. 

MINERIA

Se encuentra la existencia de yacimientos de caliza.

COMERCIO

Dentro de este rubro se tienen tiendas de abarrotes y comercios al por menor de ropa que se encargan de satisfacer las necesidades prioritarias de la población. Y además cuenta con farmacias. 

SERVICIOS

Se encuentran establecimientos como fondas y loncherías para la preparación de alimentos. Además cuenta con un hotel.